# Арлеть (присілок)
Арле́ть (рос. Арлеть) — присілок (колишнє селище) в Ігринському районі Удмуртії, Росія.

## Населення
Населення — 11 осіб (2010; 41 в 2002).
Національний склад станом на 2002 рік:
- росіяни — 51 %
- удмурти — 49 %

## Урбаноніми[3]
- вулиці — Лісова, Набережна, Центральна